# Наклонение (музыка)
Наклоне́ние (нем. Tongeschlecht) в теории музыки — отличительные свойства терцового аккорда, звукоряда, тонального лада, которыми обусловливается их принадлежность к мажору или минору. Различают мажорное наклонение и минорное наклонение.
Всю совокупность диатонических ладов с большой терцией от I ступени ладового звукоряда теоретики зачастую относят к «мажорному наклонению», с малой терцией — к «минорному наклонению», в том числе, в описаниях музыки тех исторических эпох, в которых мажор и минор ещё не сложились, либо их наличие дискуссионно (например, в эпоху Ренессанса). В таких случаях говорят, что дорийский, фригийский, эолийский лады — «минорного наклонения», а лидийский, миксолидийский и ионийский — «мажорного наклонения», и т.п.
Ю.Н. Холопов в своём учении о гармонии использовал термин «наклонение» расширительно, применяя его по отношению к античным родам мелоса («твердый» диатон, «мягкая» хрома) и гвидоновым гексахордам (натуральное, твёрдое и мягкое «наклонения» гексахорда).
Термином «наклонение» также пользуются для характеристики средневековой ладовой системы, в которой единый церковный тон (например, protus) стандартно описывался в двух разновидностях — автентической (protus authenticus; прот автентического наклонения) и плагальной (protus plagalis; прот плагального наклонения).